# عبد العزيز البلوشي (لاعب كرة قدم كويتي)
عبد العزيز حسن البلوشي، من مواليد (1962-)، الملقب بوزير التموين ، هو لاعب كرة قدم كويتي سابق كان يلعب في مركز خط الوسط وكان يلعب في نادي القادسية الكويتي ومنتخب الكويت لكرة القدم ويعتبر من أحد أفضل لاعبي الوسط عبر تاريخ الكرة الكويتية والخليجية والعربية.

## مسيرته لاعبا مع النادي
بدأ اللاعب عبدالعزيز حسن حياته الرياضية عام 1972 في المراحل السنية في أشبال نادي القادسية الكويتي ، وأستمر حتي وصل الي الفريق الاول ولعب أول مباراة له مع الفريق الاول بنادي القادسية الكويتي في موسم 1980/1981 أمام نادي الكويت وانتهت المباراة بفوز نادي القادسية الكويتي 2-1 ، وقد كان ضمن تشكيلة منتخب الكويت التي شاركت عام 1982 في بطولة كأس العالم في إسبانيا ، واعتزل كرة القدم في موسم 1992/1993، ومنذ ذلك الوقت وهو مقل في الظهور الإعلامي.

## كأس الخليج العربي
لعب اول مباراته مع منتخب الكويت لكرة القدم في دورة كأس الخليج السادسة وبرز بشكل لافت في مباراته ضد منتخب السعودية لكرة القدم عندما ساهم بهدف الفوز الذي جاء من تمريره قاتلة بالدقائق الاخيرة لمؤيد الحداد ، كما شارك في دورة كأس الخليج السابعة ، ودورة كأس الخليج الثامنة.

### إعتزاله
إعتزل اللاعب عبد العزيز حسن موسم 1992 بعد أن لاحقته الاصابات والتي كانت بدايتها عام 1987 عندما أصيب بالركبة اثناء مباراة تجريبية بين منتخب الكويت لكرة القدم ومنتخب الدنمارك لكرة القدم ، وبعد التعافي منها أصيب إصابة ثانية وكانت الاخطر وهي في الرباط الصليبي والتي انهت حياته الرياضية وهو في سن ال30 وتفرغ بعدها لعمله الوزاري مدرسا للتربية البدنية في وزارة التربية الكويتية.

## روابط خارجية
- عبد العزيز البلوشي على موقع الاتحاد الدولي (مؤرشف)  (الإنجليزية)
- عبد العزيز البلوشي على موقع قاعدة بيانات كرة القدم.إي يو (الإنجليزية)
- عبد العزيز البلوشي على موقع ناشيونال فوتبول تيمز (الإنجليزية)
- عبد العزيز البلوشي على موقع عالم كرة القدم.نت (الإنجليزية)